# Калверт, Филип Пауэлл
Филип Пауэлл Калверт (англ. Philip Powell Calvert; 29 января 1871 — 23 августа 1961) — американский энтомолог, профессор Пенсильванского университета. Специалист по систематике стрекоз. Президент Американского энтомологического общества (1900—1915), редактор журнала Entomological News (1911—1943).

## Биография
Родился в Филадельфии 29 января 1971 года. Он был старшим сыном юриста Грэма Калверта. Интерес к биологии у Филип Калверта проявился ещё в детстве. Развитию этого интереса способствовала его мать Мэри Калверт, которая хорошо разбиралась в растениях. В возрасте 12 лет Филипп составил ботанический словарь местных и экзотических растений. В 1892 окончил Пенсильванский университет и там же в 1895 получил степень PhD. В 1895—1896 годах прошёл курс докторантуры в Берлине и Йене. После этого продолжил работать в Пенсильванском университете. В 1901 году женился на Амелии Кэтрин Смит. В 1912 году стал профессором. C 1900 по 1915 год занимал должность президента Американского энтомологического общества. C 1911 по 1943 годы был редактором журнала Entomological News, с 1944 стал почётным редактором. В 1939 году вышел на пенсию, оставаясь в должности почётного профессора. Умер 23 августа 1961 года.

## Научная деятельность
В 1909—1910 годах, находясь в творческом отпуске, провёл совместно с женой исследования в Коста-Рике. По результатам этих исследований была издана 577 страничная книга о природе этой страны.
Клаверт внёс большой и значительный вклад в изучение стрекоз. Одной из заметных публикаций был каталог стрекоз окрестностей Филадельфии в 1883 году, которая послужила моделью сводки по региональной энтомофауне и первой большой попыткой составить руководство по этому отряду.

## Публикации
Филип Пауэлл Калверт автор 752 публикаций, из них 300 были посвящены стрекозам:
- Calvert P. P. Neuroptera: Inserta. Odonata. By Philip P. Calvert (англ.). — R. H. Porter and Dulau & Company, 1892. — 30 p.
- Calvert P. P. Catalogue of the Odonata (Dragonflies) of the Vicinity of Philadelphia, with an Introduction to the Study of This Group of Insects (англ.) // Transactions of the American Entomological Society. — 1893. — Vol. 20, iss. 3. — P. 152a–272. — ISSN 0002-8320. — JSTOR 25076607.
- Calvert P. P. Odonata from Tepic, Mexico, with Supplementary Notes on Those of Baja California. — The Academy, 1901. — 668 с.
- Calvert P. P. Contributions to a Knowledge of the Odonata of the Neotropical Region, Exclusive of Mexico and Central America (англ.). — 1909. — 242 p.
- Calvert A. S., Calvert P. P. A Year of Costa Rican Natural History (англ.). — Macmillan, 1917. — 577 p.
- Calvert P. P. The Neotropical Species of the Subgenus Aeschna, Sensu Selysii 1883. By Philip P(owell) Calvert (англ.). — Wickersham, 1956. — 249 p.